# París-Tours 2019
La 113.ª edición de la clásica ciclista París-Tours fue una carrera en Francia que se celebró el 13 de octubre de 2019 sobre un recorrido de 217 kilómetros con inicio en la ciudad de Chartres y final en la ciudad de Tours.
La carrera formó parte del UCI Europe Tour 2019, dentro de la categoría 1.HC, y fue ganada por el belga Jelle Wallays del Lotto Soudal. El neerlandés Niki Terpstra del Total Direct Énergie y el también belga Oliver Naesen del AG2R La Mondiale finalizaron en segunda y tercera posición respectivamente.

## Equipos participantes
Tomaron parte en la carrera 23 equipos: 7 de categoría UCI WorldTeam, 14 de categoría Profesional Continental y 2 de categoría Continental, formando así un pelotón de 156 ciclistas de los que acabaron 64. Los equipos participantes fueron:
| WorldTeams (7)- Team Sunweb - AG2R La Mondiale - Groupama-FDJ - Lotto Soudal - Dimension Data - UAE Team Emirates - Katusha-Alpecin Equipos continentales profesionales (14)- Total Direct Énergie - Cofidis, Solutions Crédits - Vital Concept-B&B Hotels - Arkéa-Samsic - Wanty-Groupe Gobert - Israel Cycling Academy - Wallonie Bruxelles - Delko-Marseille Provence - Riwal Readynez - Roompot-Charles - Rally UHC Cycling - Gazprom-RusVelo - Euskadi Basque Country-Murias - Sport Vlaanderen-Baloise Equipos continentales (2)- Saint Michel-Auber 93 - Natura4Ever-Roubaix Lille Métropole |
| |

## Clasificación final
- La clasificación finalizó de la siguiente forma:[3]

| \| Clasificación general \| Clasificación general \| Clasificación general \| Clasificación general \| Clasificación general \| \| Ciclista \| Ciclista \| Equipo \| Tiempo \| \| \| --------------------- \| --------------------- \| ------------------------ \| --------------------- \| --------------------- \| \| 1.º \| Jelle Wallays \| Lotto-Soudal \| 5 h 34 min 49 s \| \| \| 2.º \| Niki Terpstra \| Total Direct Énergie \| + 29 s \| \| \| 3.º \| Oliver Naesen \| AG2R La Mondiale \| + 30 s \| \| \| 4.º \| Arnaud Démare \| Groupama-FDJ \| + 36 s \| \| \| 5.º \| Amaury Capiot \| Sport Vlaanderen-Baloise \| + 49 s \| \| \| 6.º \| Aimé De Gendt \| Wanty-Gobert \| + 49 s \| \| \| 7.º \| Lars Ytting Bak \| Dimension Data \| + 51 s \| \| \| 8.º \| Bert De Backer \| Vital Concept-B&B Hotels \| + 53 s \| \| \| 9.º \| Kevyn Ista \| Wallonie Bruxelles \| + 53 s \| \| \| 10.º \| Julien Vermote \| Dimension Data \| + 53 s \| \| |                 |                          |                 |
| |                 |                          |                 |
| Fuente: ProCyclingStats |                 |                          |                 |
| Clasificación general |                 |                          |                 |
| Ciclista | Ciclista        | Equipo                   | Tiempo          |
| 1.º | Jelle Wallays   | Lotto-Soudal             | 5 h 34 min 49 s |
| 2.º | Niki Terpstra   | Total Direct Énergie     | + 29 s          |
| 3.º | Oliver Naesen   | AG2R La Mondiale         | + 30 s          |
| 4.º | Arnaud Démare   | Groupama-FDJ             | + 36 s          |
| 5.º | Amaury Capiot   | Sport Vlaanderen-Baloise | + 49 s          |
| 6.º | Aimé De Gendt   | Wanty-Gobert             | + 49 s          |
| 7.º | Lars Ytting Bak | Dimension Data           | + 51 s          |
| 8.º | Bert De Backer  | Vital Concept-B&B Hotels | + 53 s          |
| 9.º | Kevyn Ista      | Wallonie Bruxelles       | + 53 s          |
| 10.º | Julien Vermote  | Dimension Data           | + 53 s          |

## UCI World Ranking
La París-Tours otorgó puntos para el UCI World Ranking para corredores de los equipos en las categorías UCI WorldTeam, Profesional Continental y Continental. Las siguientes tablas son el baremo de puntuación y los 10 corredores que obtuvieron más puntos:
| Posición              | 1.º | 2.º | 3.º | 4.º | 5.º | 6.º | 7.º | 8.º | 9.º | 10.º | 11.º | 12.º | 13.º | 14.º | 15.º | 16.º-30.º | 31.º-40.º |
| Clasificación general | 200 | 150 | 125 | 100 | 85  | 70  | 60  | 50  | 40  | 35   | 30   | 25   | 20   | 15   | 10   | 5         | 3         |

| Clasificación |                 |                          |        |
| Posición      | Ciclista        | Equipo                   | Puntos |
| ------------- | --------------- | ------------------------ | ------ |
| 1.º           | Jelle Wallays   | Lotto Soudal             | 200    |
| 2.º           | Niki Terpstra   | Total Direct Énergie     | 150    |
| 3.º           | Oliver Naesen   | AG2R La Mondiale         | 125    |
| 4.º           | Arnaud Démare   | Groupama-FDJ             | 100    |
| 5.º           | Amaury Capiot   | Sport Vlaanderen-Baloise | 85     |
| 6.º           | Aimé De Gendt   | Wanty-Gobert             | 70     |
| 7.º           | Lars Ytting Bak | Dimension Data           | 60     |
| 8.º           | Bert De Backer  | Vital Concept-B&B Hotels | 50     |
| 9.º           | Kevyn Ista      | Wallonie Bruxelles       | 40     |
| 10.º          | Julien Vermote  | Dimension Data           | 35     |